# パールカップ
パールカップとは、2023年度から新設されたガールズケイリン（女子競輪）の特別競走（GI）である。

## 概要
毎年6月に開催される男子のGI・高松宮記念杯競輪が、2023年の第74回大会より前年までの4日間開催から6日間開催へと変更されたのに併せて、同年度よりオールガールズクラシック、競輪祭女子王座戦とともに新設されたガールズケイリンのGI大会である。本大会は持ち回り開催ではあるが、高松宮記念杯競輪開催期間中の前半3日間で行われるため、開催地・開催日程はいずれも同年の高松宮記念杯競輪と連動している。現在は岸和田競輪場が積極的に高松宮記念杯競輪の開催を引き受けていることもあり、第1回から開催が決まっている第4回（2026年）まで全て岸和田競輪場にて行われている（または開催予定）。
初回である2023年はオールガールズクラシックが10月の開催であったため、本大会がガールズケイリンとして初めてGI格付けとして行われた。2024年以降はオールガールズクラシックが4月開催となったため、年次・年度とも2つ目のガールズケイリンGI開催となる。
本大会は毎年6月に開催されることから、6月の誕生石である「パール」を使用した名称を用いて『パールカップ』と名付けられた。
本大会の優勝者には、同年末のオッズパーク杯ガールズグランプリへの優先出場権が与えられる。優勝賞金は540万円（第2回。副賞含む）。
2025年度よりGIとして行われる女子オールスター競輪を含め、ガールズGIの中で唯一昼間開催で実施される。

### 賞金
以下は、決勝戦における各着順の賞金額。（　）内は副賞（1〜3着に授与）を含んだ金額。単位は万円。
| 大会（年）      | 1着        | 2着            | 3着            | 4着  | 5着  | 6着  | 7着  |
| --------------- | ---------- | -------------- | -------------- | ---- | ---- | ---- | ---- |
| 第1回（2023年） | 400（490） | 175.0（209.0） | 104.0（124.0） | 69.4 | 53.4 | 48.5 | 46.2 |
| 第2回（2024年） | 450（540） | 182.0（216.0） | 108.2（128.2） | 72.2 | 55.5 | 50.4 | 48.0 |
| 第3回（2025年） | 500（590） | 192.9（226.9） | 114.7（134.7） | 76.5 | 58.8 | 53.4 | 50.9 |

## 歴史
2022年12月13日、JKAが2023年度よりガールズケイリンにおいても新たにグレード制を導入し、GI格付けのトーナメント戦を3つ創設することを発表した。そのうちの一つが本大会である『パールカップ』で、優勝者には優先的に同年末のガールズグランプリ出場権を付与するとされた。
2023年6月13日から15日にかけて、ガールズケイリン初のGIとして第1回大会が岸和田競輪場にて行われた。第2回以降も引き続き岸和田競輪場にて行われている。

## 出場選手選抜方法
パールカップの出場選手は、高松宮記念杯競輪と同じく東西対抗の趣旨に則り、東地区と西地区に分かれて選抜される。
- 東地区…北日本地区・関東地区・南関東地区のいずれかに在籍する選手
- 西地区…中部地区・近畿地区・中国地区・四国地区・九州地区のいずれかに在籍する選手

パールカップの出場選手は、以下の資格順位により正選手28名（東西各地区14名ずつ）、補欠選手2名（東西各地区1名ずつ）を選抜する。以下は、第3回（2025年）のもの。
- 選考期間…前年10月〜当年3月（6か月）

1. 前年度ガールズグランプリで1～3位となった者
2. パリ五輪自転車競技トラック種目代表選手
3. 東西別平均競走得点上位者

- 同点の場合は、選考期間における選考用賞金獲得額上位者を優先。なお、賞金獲得額が同額だった場合は、選考期間の直近前6か月の平均競走得点上位者を優先。さらに選考期間の直近前6か月の平均競走得点が同点だった場合は、更にその直近前6か月の平均競走得点上位者を優先。

補欠選手は、正選手を除く選考用賞金獲得額上位者上位者からさらに順次選抜される。
第1回と第2回では、2. と3. の間に『選手選考対象期間において2か月以上JCFトラック種目強化指定（A）に所属した者（選考期間の平均競走得点が上位20位以内であることが条件）』があった。

## 勝ち上がり方式
初日は予選、2日目は準決勝戦、3日目に決勝戦が行われる。
|        | 初日            | 0002日目000       | 0003日目000 |
| ------ | --------------- | ----------------- | ----------- |
| 東     | 予選（東）（2） | 準決勝（東）（1） |             |
|        |                 |                   | 0決勝（1）0 |
| 西     | 予選（西）（2） | 準決勝（西）（1） |             |
| 敗者戦 | 00-00           | （2）             | （3）       |

高松宮記念杯競輪と同じく、東西対抗の趣旨に則り、勝ち上がり戦においては準決勝まで東地区と西地区に分かれて行われる。また、高松宮記念杯競輪と同じく、初日予選と2日目準決勝についてはいずれも、西暦下1ケタが奇数の年は奇数のレースでは西日本の、偶数のレースでは東日本の、レースがそれぞれ交互に行われる。一方、西暦下1ケタが偶数の年は奇数のレースでは東日本の、偶数のレースでは西日本の、レースがそれぞれ交互に行われる。
- 初日

「東日本・西日本ガールズ予選」 東西各2レース、計4個レースを実施。各レース1〜3着12名と4着2名（東西とも4着2名のうち選考順位上位の者）が「準決勝」進出。番組は選考順位の上位から内枠を与えるといったルールに基づいた自動編成としている。まず、東西別で選考順位1位がそれぞれの2レース目の1番車となり、同様に東西別で選考順位2位がそれぞれの1レース目の1番車となる。東西別で選考順位3位以下は、3位と4位がいずれかのレースで2番車となり、5位と6位が同様にいずれかのレースで3番車となる。これを最後まで繰り返していくが、1レース目となるか2レース目となるかは番組編成担当者による。
- 2日目

「東日本・西日本ガールズ準決勝」　東西とも1レースの実施。第11レース、第12レースで行われる。各レース1〜3着6名と4着1名（予選での着順上位の者。着順が同じ場合は選考順位上位の者）が「決勝」進出。番組は、東西とも予選1〜3着2名ずつと4着1名が、初日予選での着順成績上位かつ選考順位上位の順に、車番が1番車、2番車…と割り振られる。そのため、選考順位が下位のため初日予選では外枠であっても1着を取れば、準決勝では1番車ないし2番車の内枠が与えられる。ガールズケイリンGIの中で唯一の中間特選とも扱われており、準決勝の勝者も男子白虎賞・青龍賞同様に表彰式が行われる。表彰式は西入場門そばのイベントステージにて行われ、勝者には表彰状・目録、そして特製ジャージが贈られる。
- 3日目（パールカップとしての最終日）

「ガールズ決勝」　最終第12レースで行われる。車番は、準決勝1着2名のうち予選での着順上位の者が1番車となり、もう1名が2番車となる。以下同様に、準決勝2着2名のうち予選での着順上位の者が3番車、もう1名が4番車に、さらに準決勝3着2名のうち予選での着順上位の者が5番車、もう1名が6番車となり、最後に準決勝4着のうち決勝進出者が7番車となる（予選での着順が同じ場合は選考順位上位の者が優先）。
そのほか、敗者戦として2日目には「ガールズ選抜」（2レース）、3日目には「ガールズ特選」（1レース）、「ガールズ選抜」（2レース）がそれぞれ行われる。なお、敗者戦は東西混合である。

## レース成績
| 回 | 開催年            | 決勝戦  | 開催場 | 優勝               | 2着    | 3着      | 4着      | 5着      | 6着        | 7着              | レース概要        | 3連単配当    |
| -- | ----------------- | ------- | ------ | ------------------ | ------ | -------- | -------- | -------- | ---------- | ---------------- | ----------------- | ------------ |
| 1  | 2023年（令和5年） | 6月15日 | 岸和田 | 児玉碧衣①          | 久米詩 | 坂口楓華 | 柳原真緒 | 那須萌美 | 荒牧聖未   | 小林莉子＜落棄＞ | 初日 2日目 最終日 | ①②⑥ 01,220円 |
| 2  | 2024年（令和6年） | 6月13日 | 岸和田 | 石井貴子（106期）① | 奥井迪 | 尾崎睦   | 柳原真緒 | 當銘直美 | 吉村早耶香 | 山原さくら       | 初日 2日目 最終日 | ⑦②⑤ 17,600円 |
| 3  | 2025年（令和7年） | 6月19日 | 岸和田 | 佐藤水菜①          | 尾崎睦 | 竹野百香 | 梅川風子 | 仲澤春香 | 柳原真緒   | 奥井迪           | 初日 2日目 最終日 | ①③④ 5,870円  |

【注釈】優勝者名横の丸数字は優勝回数　＜落棄＞＝落車棄権

## 決勝戦テレビ中継
- 第1回から継続して、BS日テレにて生中継されている[15][16]。なお、決勝戦以外はSPEEDチャンネルとネット配信のみの放送となった。

## エピソード
- 予選・準決勝ともに1着の完全優勝達成者は、2名。
  - 児玉碧衣（第1回）、佐藤水菜（第3回）

- 第1回・第2回では、ナショナルチーム所属で出場資格を満たす全選手（佐藤水菜、梅川風子、太田りゆ）が、ナショナルチームとしての活動を優先した（第1回は同時期にマレーシアで開催のアジア選手権に出場、第2回はパリ五輪に出場）ため本大会への出場を辞退となり欠場の扱いとした[17]。そのため、同年は国内組のみの戦いとなった。

- 第2回では、竹野百香がデビュー1年1か月でGI初出場し、ガールズケイリンGIではデビューから最短での初出場となった。

- 第3回では、仲澤春香がデビュー1年1か月でGI初出場し、第2回の竹野百香と並びガールズケイリンGIではデビューから最短での初出場となった。また、仲澤は2日目西日本準決勝で勝利（西日本女王）しGIではデビュー最速となる初勝利を挙げ、GI初出場で初優出を果たした（5着）。なお、竹野も22歳9か月でGI史上最年少で優出した（3着）。このほか、高橋梨香が45歳5か月で出場、こちらはGI最年長出場となった。

## 今後の開催予定
特記なき限り岸和田競輪場にて開催
- 第4回  2026年 6月16日〜18日